# James Solberg Henrickson
James Solberg Henrickson, né en 1940, est un botaniste américain né à Eau Claire, Wisconsin. 
Il est actuellement[évasif] chercheur au Plant Resources Center de l'Université du Texas à Austin après avoir été professeur de biologie à l'Université d'État de Californie de Los Angeles.  

## Publications
- 1964 - Pollen morphology of Fouquieriaceae (Morphologie du pollen des Fouquieriaceae), Thèse (MA), Claremont Graduate School, 110 pp.
- 1968 - Vegetative Morphology of the Fouquieriacae (Morphologie végétative des Fouquieriacae), Dissertation (PhD), Claremont Graduate School, 234 p.
- 1969 - Les succulentes Fouquierias, 7 pp.
- 1973 - Fouquieriacea DC., Volume 1  : World Pollen and Spore Flora, Ed. Almqvist & Wiksell Periodical Co., 12 p.
- 1969 -  Anatomy of Periderm and Cortex of Fouquieriaceae (Anatomie du péri-derme et du cortex de Fouquieriaceae), 30 pp.
- 1971 - Vascular Flora of the Northeast Outer Slopes of Haleakala Crater, East Maui, Hawaii (Flore vasculaire du versant extérieur nord-est du cratère Haleakala, Maui Est, Hawaii), Nº 7 of Contributions from the Nature Conservancy, Ed. Nature Conservancy, 14 pp.
- 1972 - A Taxonomic Revision of the Fouquieriacea (Révision taxonomique de la Fouquieriacea), Rancho Santa Ana Botanic Garden Ed., 99 pp.

### Reconnaissance
Liste des espèces botaniques portant son nom : 
- Acanthaceae Carlowrightia henricksonii TFDaniel [2]
- Asteraceae Gaillardia henricksonii BLTurner [3]
- Boraginaceae Cynoglossum henricksonii LCHiggins [4]
- Brassicaceae Mancoa henricksonii Rollins [5]
- Cactaceae Coryphantha henricksonii (Verre & RAFoster) Verre & RAFoster [6]
- Campanulaceae Lobelia henricksonii MCJohnst. [7]
- Euphorbiaceae Euphorbia henricksonii MCJohnst. [8]
- Malvaceae Anoda henricksonii MCJohnst. [9]
- Polygonaceae Eriogonum henricksonii James Lauritz Reveal [10]
- Ranunculaceae Thalictrum henricksonii MCJohnst. [11]
- Rubiaceae Chiococca henricksonii MCJohnst. [12]
- Scrophulariaceae Penstemon henricksonii RMStraw [13]